# 小路駅
小路駅（しょうじえき）は、大阪府大阪市生野区小路東二丁目にある、大阪市高速電気軌道 (Osaka Metro) 千日前線の駅。駅番号はS22。

## 歴史
- 1981年（昭和56年）12月2日：千日前線新深江 - 南巽間延伸時に開業[1]。
- 2014年（平成26年）6月7日：可動式ホーム柵の使用を開始[2]。
- 2018年（平成30年）4月1日：大阪市交通局の民営化により、大阪市高速電気軌道 (Osaka Metro) の駅となかる。

## 駅構造
島式ホーム1面2線の地下駅。改札口は1ヵ所のみ。地上への出入口は全て、ホームから見て鶴橋寄りに設けられている。
1･2番出入口付近はフリースペースとなっており、ベンチも設置。簡易ギャラリーも設けられている。
駅に隣接して新庄大和川線の共同溝が設置されており、改札内コンコースには共同溝の構造がわかるようのぞき窓が設置されている。
当駅は日本橋管区駅に所属し、今里駅が管轄している。
トイレはリニューアル済み。

### のりば
| 番線 | 路線     | 行先                               |
| ---- | -------- | ---------------------------------- |
| 1    | 千日前線 | 南巽方面                           |
| 2    | 千日前線 | 鶴橋・日本橋・なんば・野田阪神方面 |

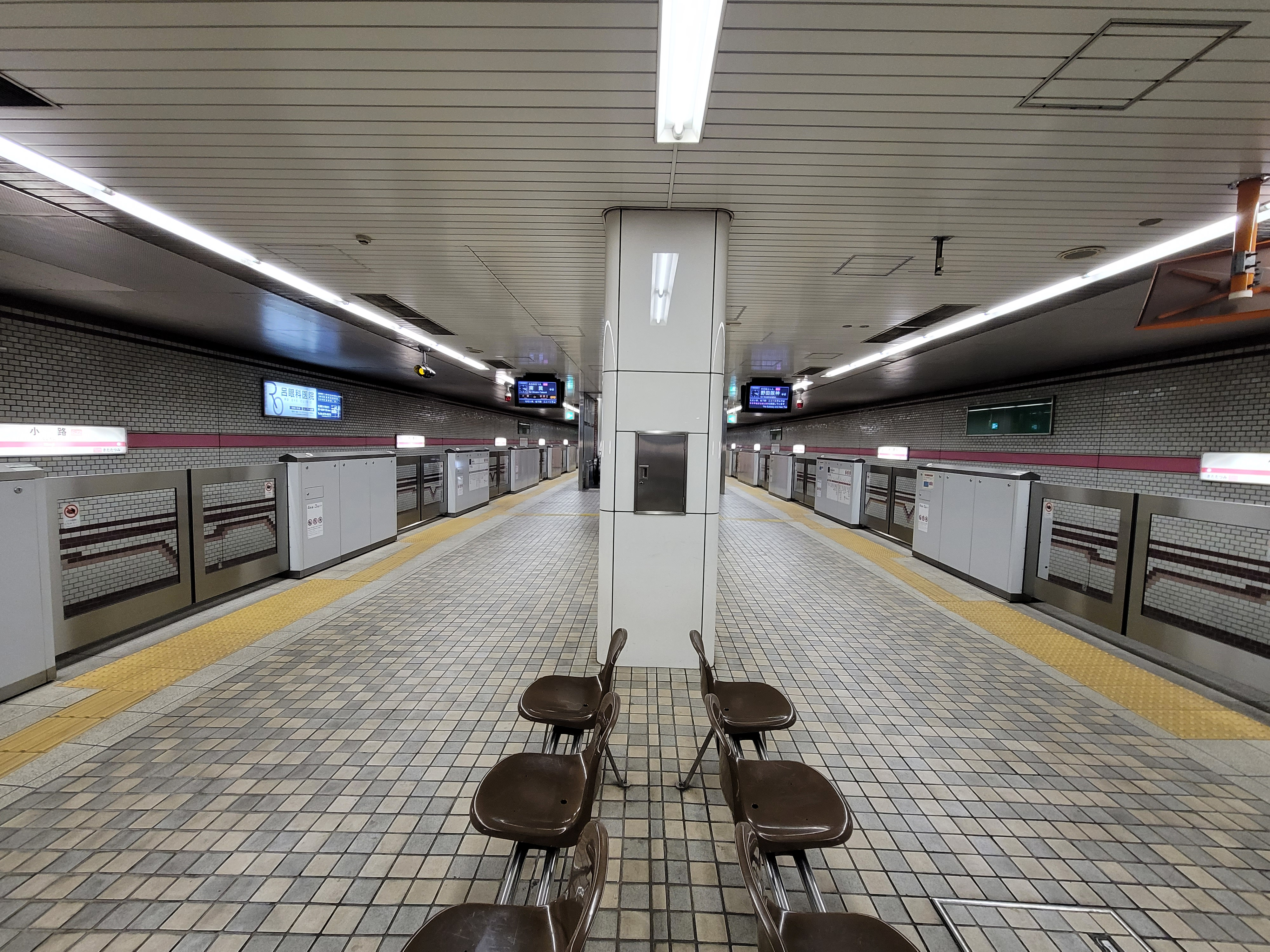
ホーム（2022年1月）
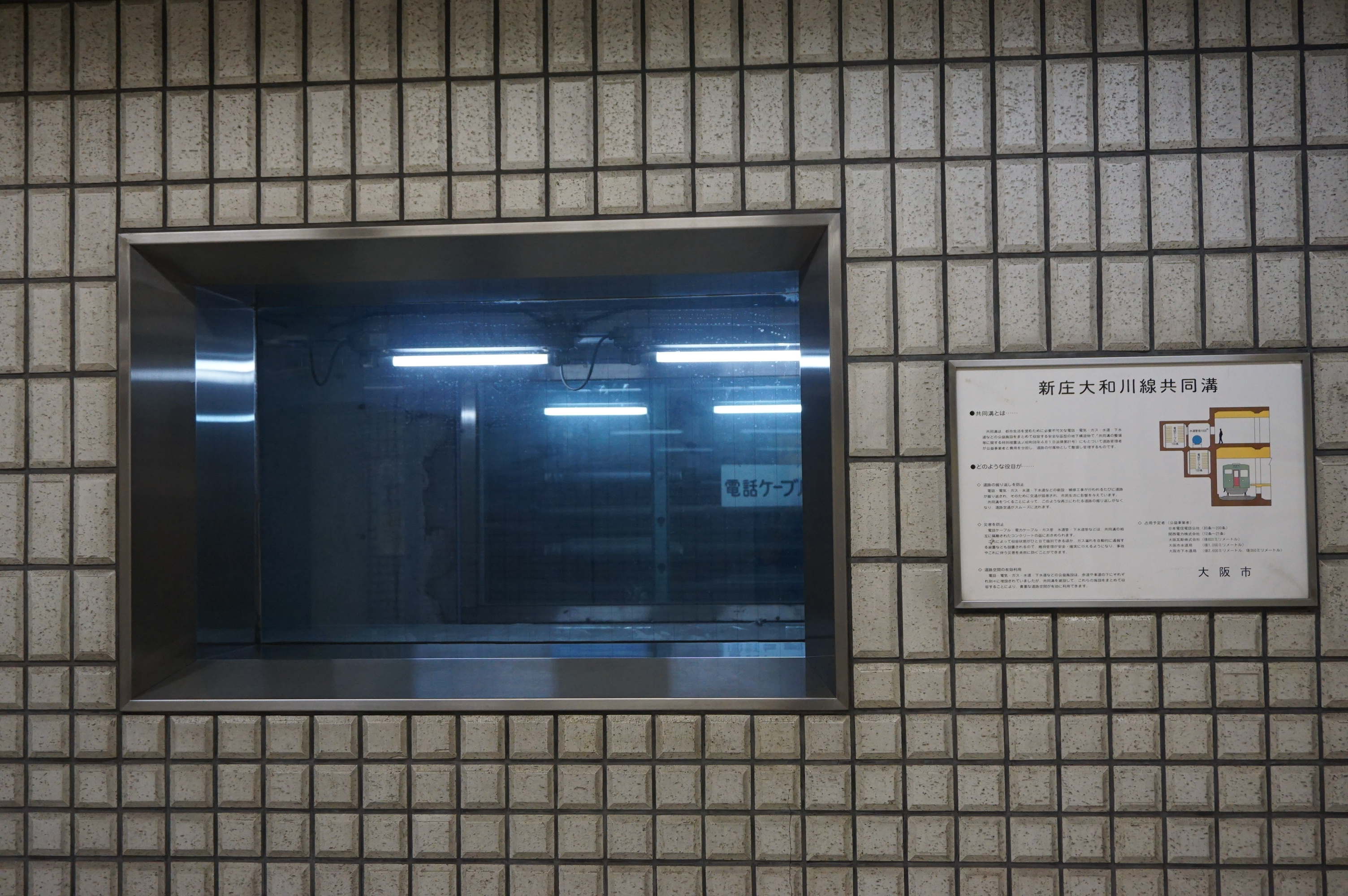
コンコースにある共同溝が見えるのぞき窓（2018年9月）
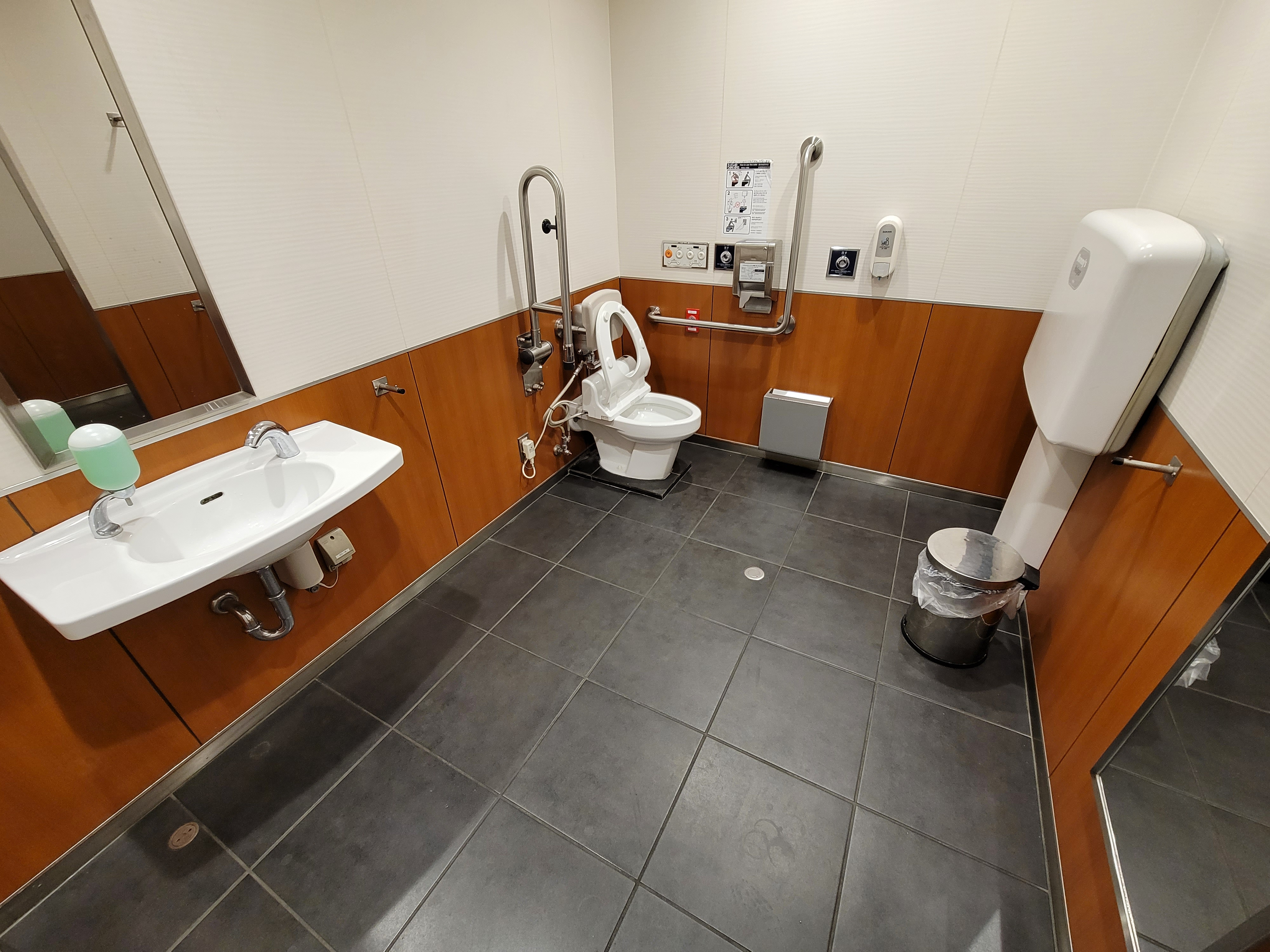
多機能トイレ（2022年1月）

### 出口
| 出口番号 | 出口周辺         | 備考             |
| -------- | ---------------- | ---------------- |
| 1        | 大阪内環状線東側 |                  |
| 2        | 大阪内環状線西側 |                  |
| 3        | シティバスのりば |                  |
| 4        | シティバスのりば | エレベーターあり |

## 利用状況
2024年11月12日の1日乗降人員は9,012人（乗車人員：4,584人、降車人員：4,428人）である。千日前線の駅では最も少ない。
各年度の特定日における利用状況は下表の通りである。なお1995年度の記録については1996年に行われた調査であるが、会計年度上表中に記載の年度となる。
| 年度               | 調査日   | 乗車人員 | 降車人員 | 乗降人員 | 出典          | 出典          |
| 年度               | 調査日   | 乗車人員 | 降車人員 | 乗降人員 | メトロ        | 大阪府        |
| ------------------ | -------- | -------- | -------- | -------- | ------------- | ------------- |
| 1985年（昭和60年） | 11月12日 | 4,171    | 4,041    | 8,212    |               | [ 大阪府 1 ]  |
| 1987年（昭和62年） | 11月10日 | 4,696    | 4,508    | 9,204    |               | [ 大阪府 2 ]  |
| 1990年（平成02年） | 11月06日 | 4,519    | 4,389    | 8,908    |               | [ 大阪府 3 ]  |
| 1995年（平成07年） | 02月15日 | 3,791    | 3,520    | 7,311    |               | [ 大阪府 4 ]  |
| 1998年（平成10年） | 11月10日 | 3,849    | 3,652    | 7,501    |               | [ 大阪府 5 ]  |
| 2007年（平成19年） | 11月13日 | 4,180    | 4,058    | 8,236    |               | [ 大阪府 6 ]  |
| 2008年（平成20年） | 11月11日 | 4,120    | 3,932    | 8,052    |               | [ 大阪府 7 ]  |
| 2009年（平成21年） | 11月10日 | 4,008    | 3,827    | 7,835    |               | [ 大阪府 8 ]  |
| 2010年（平成22年） | 11月09日 | 3,866    | 3,742    | 7,606    |               | [ 大阪府 9 ]  |
| 2011年（平成23年） | 11月08日 | 3,943    | 3,781    | 7,724    |               | [ 大阪府 10 ] |
| 2012年（平成24年） | 11月13日 | 3,985    | 3,901    | 7,886    |               | [ 大阪府 11 ] |
| 2013年（平成25年） | 11月19日 | 3,930    | 3,722    | 7,652    | [ メトロ 1 ]  | [ 大阪府 12 ] |
| 2014年（平成26年） | 11月11日 | 3,934    | 3,806    | 7,740    | [ メトロ 2 ]  | [ 大阪府 13 ] |
| 2015年（平成27年） | 11月17日 | 4,019    | 3,780    | 7,799    | [ メトロ 3 ]  | [ 大阪府 14 ] |
| 2016年（平成28年） | 11月08日 | 3,965    | 3,802    | 7,767    | [ メトロ 4 ]  | [ 大阪府 15 ] |
| 2017年（平成29年） | 11月14日 | 4,284    | 4,115    | 8,399    | [ メトロ 5 ]  | [ 大阪府 16 ] |
| 2018年（平成30年） | 11月13日 | 4,185    | 4,073    | 8,258    | [ メトロ 6 ]  | [ 大阪府 17 ] |
| 2019年（令和元年） | 11月12日 | 4,373    | 4,207    | 8,580    | [ メトロ 7 ]  | [ 大阪府 18 ] |
| 2020年（令和02年） | 11月10日 | 4,014    | 3,835    | 7,849    | [ メトロ 8 ]  | [ 大阪府 19 ] |
| 2021年（令和03年） | 11月16日 | 4,152    | 4,004    | 8,156    | [ メトロ 9 ]  | [ 大阪府 20 ] |
| 2022年（令和04年） | 11月15日 | 4,094    | 3,941    | 8,035    | [ メトロ 10 ] | [ 大阪府 21 ] |
| 2023年（令和05年） | 11月07日 | 4,327    | 4,200    | 8,527    | [ メトロ 11 ] | [ 大阪府 22 ] |
| 2024年（令和06年） | 11月12日 | 4,584    | 4,428    | 9,012    | [ メトロ 12 ] |               |

## 駅周辺

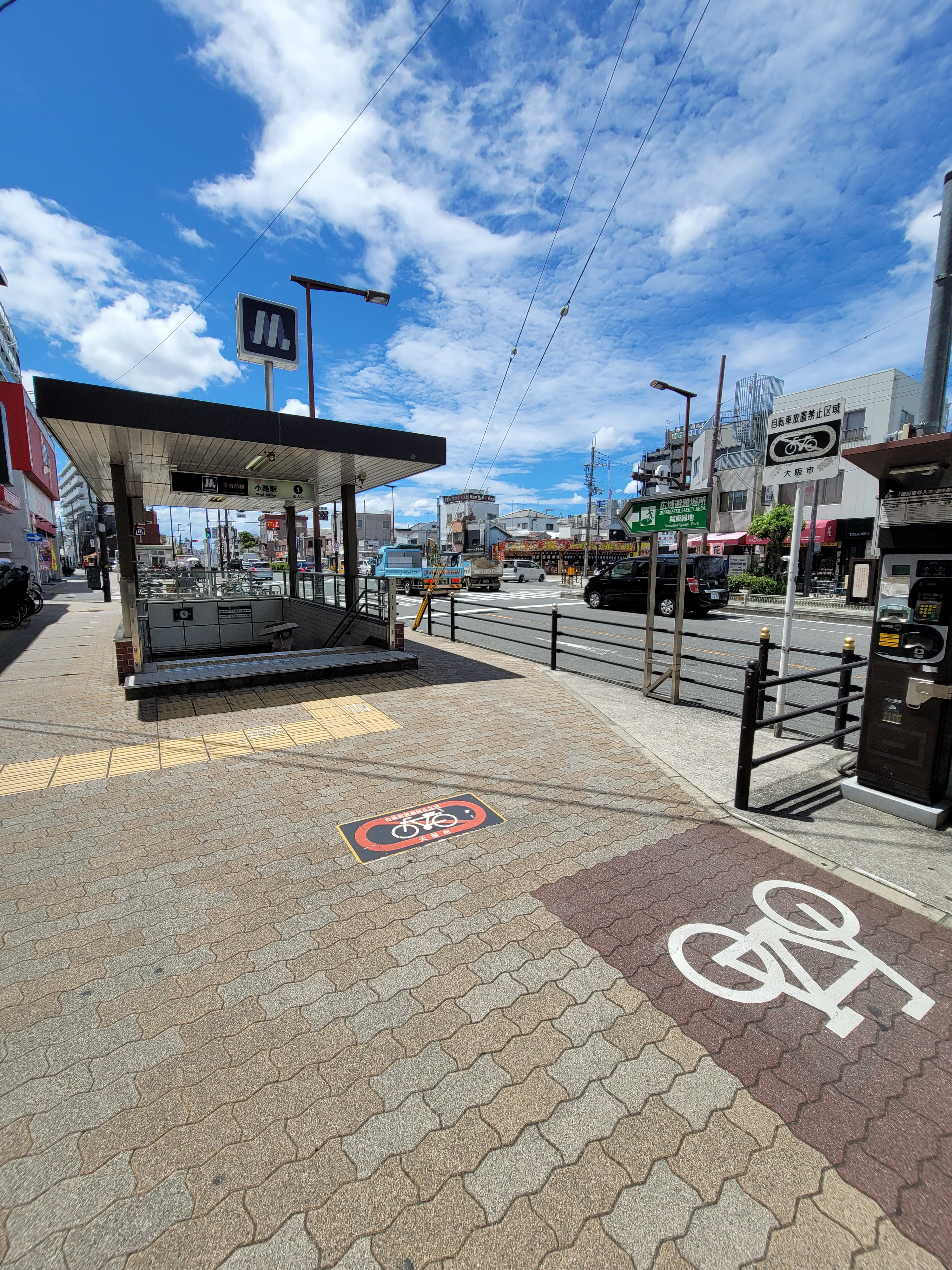
1号出入口付近（2021年8月）

駅周辺は、住宅街と市街地が混在している。西側は比較的住宅が多いが、東側を500メートルほど進んでいくと商店街、市街地に入る。近鉄布施駅との乗換案内は無いが、徒歩10分の距離である。ゆえに、布施駅周辺施設へも、当駅から利用できる場合がある。北側は東成区と近接している。
- 清見原神社
- 大阪市立小路小学校
- 大阪市立東小路小学校
- 大阪市立東中川小学校
- 大阪市立東生野中学校
- 関西福祉大学金光藤蔭高等学校
- 生野小路郵便局
- 生野東小路郵便局
- 業務スーパーTAKENOKO大阪布施店

## バス路線
最寄停留所は、地下鉄小路となる。以下の路線が乗り入れ、大阪シティバスにより運行されている。
- 12号系統：あべの橋/布施駅前

## 隣の駅
大阪市高速電気軌道 (Osaka Metro)
 千日前線
新深江駅 (S21) - 小路駅 (S22) - 北巽駅 (S23)
- ( ) 内は駅番号を示す。

### 記事本文

### 利用状況
1. ↑  路線別駅別乗降人員 - 大阪市高速電気軌道
2. ↑  大阪府統計年鑑 - 大阪府
3. ↑  大阪市統計書 - 大阪市

#### 大阪市高速電気軌道
1. ↑  路線別乗降人員 （2013年11月19日（火）交通調査） (PDF)
2. ↑  路線別乗降人員 （2014年11月11日（火）交通調査） (PDF)
3. ↑  路線別乗降人員 （2015年11月17日（火）交通調査） (PDF)
4. ↑  路線別乗降人員 （2016年11月8日（火）交通調査） (PDF)
5. ↑  路線別乗降人員 （2017年11月14日（火）交通調査） (PDF)
6. ↑  路線別乗降人員 （2018年11月13日（火）交通調査） (PDF)
7. ↑  路線別乗降人員 （2019年11月12日（火）交通調査） (PDF)
8. ↑  路線別乗降人員 （2020年11月10日（火）交通調査） (PDF)
9. ↑  路線別乗降人員 （2021年11月16日（火）交通調査） (PDF)
10. ↑  路線別乗降人員 （2022年11月15日（火）交通調査） (PDF)
11. ↑  路線別乗降人員 （2023年11月7日（火）交通調査） (PDF)
12. ↑  路線別乗降人員 （2024年11月12日（火）交通調査） (PDF)

#### 大阪府統計年鑑
1. ↑  大阪府統計年鑑（昭和61年） (PDF)
2. ↑  大阪府統計年鑑（昭和63年） (PDF)
3. ↑  大阪府統計年鑑（平成3年） (PDF)
4. ↑  大阪府統計年鑑（平成8年） (PDF)
5. ↑  大阪府統計年鑑（平成11年） (PDF)
6. ↑  大阪府統計年鑑（平成20年） (PDF)
7. ↑  大阪府統計年鑑（平成21年） (PDF)
8. ↑  大阪府統計年鑑（平成22年） (PDF)
9. ↑  大阪府統計年鑑（平成23年） (PDF)
10. ↑  大阪府統計年鑑（平成24年） (PDF)
11. ↑  大阪府統計年鑑（平成25年） (PDF)
12. ↑  大阪府統計年鑑（平成26年） (PDF)
13. ↑  大阪府統計年鑑（平成27年） (PDF)
14. ↑  大阪府統計年鑑（平成28年） (PDF)
15. ↑  大阪府統計年鑑（平成29年） (PDF)
16. ↑  大阪府統計年鑑（平成30年） (PDF)
17. ↑  大阪府統計年鑑（令和元年） (PDF)
18. ↑  大阪府統計年鑑（令和2年） (PDF)
19. ↑  大阪府統計年鑑（令和3年） (PDF)
20. ↑  大阪府統計年鑑（令和4年） (PDF)
21. ↑  大阪府統計年鑑（令和5年） (PDF)
22. ↑  大阪府統計年鑑（令和6年） (PDF)